# Championnat de Belgique masculin de handball 1971-1972
Navigation
Division 1 1970-1971 Division 1 1972-1973
La saison 1971-1972 du Championnat de Belgique masculin de handball est la 14e édition de la plus haute division belge de handball. 
La compétition est remportée pour la première fois par le SK Avanti Lebbeke, également vainqueur de la Coupe de Belgique. En bas du classement, le KAV Dendermonde est relégué.

## Participants
| - ROC Flémalle - Unif - KV Sasja HC - YR KV Mechelen - SES Amay - SK Avanti Lebbeke |  | - Progrès HC Seraing - HC Inter HerstalT - Avia Woluwe - EV Aalst - Spado IxellesP - KAV Dendermonde |